# Coopers Plains, New York
Coopers Plains är en ort i Steuben County i delstaten New York, USA.